# Furia Futrzaków (album)
Furia Futrzaków – debiutancki album zespołu Furia Futrzaków, wydany 20 kwietnia 2010 roku nakładem My Music. Autorami wszystkich kompozycji byli Andrzej Pieszak i Kinga Miśkiewicz, która napisała również teksty we współpracy z Michałem Hoffmannem. Miksowanie i mastering albumu wykonał Peter Bergstrand.

## Lista utworów
Opracowano na podstawie materiału źródłowego.
1. "Serce robota" (muz. Pieszak, Miśkiewicz, sł. Hoffmann) – 3:06
2. "Brokat" (muz. Pieszak, Miśkiewicz, sł. Miśkiewicz) – 3:42
3. "Cukier w kostkach" (muz. Pieszak, Miśkiewicz, sł. Miśkiewicz) – 3:52
4. "107" (muz. Pieszak, Miśkiewicz, sł. Miśkiewicz) – 3:12
5. "Impreza zamknięta" (muz. Pieszak, Miśkiewicz, sł. Miśkiewicz, Hoffmann) – 3:55
6. "Nie mówię nie" feat. Michał Gasz (muz. Pieszak, Miśkiewicz, sł. Miśkiewicz, Hoffmann) – 3:39
7. "Pod latarnią" (muz. Pieszak, Miśkiewicz, sł. Miśkiewicz) – 3:21
8. "Nie stało się nic złego" (muz. Pieszak, Miśkiewicz, sł. Miśkiewicz) – 3:25
9. "Opór powietrza" (muz. Pieszak, Miśkiewicz, sł. Miśkiewicz) – 3:31
10. "Dziękuję bardzo" (muz. Pieszak, Miśkiewicz, Nowak, sł. Miśkiewicz) – 3:48
11. "Pali się" (muz. Pieszak, Miśkiewicz, sł. Miśkiewicz) – 3:49
12. "Nastroje" (muz. Pieszak, Miśkiewicz, sł. Miśkiewicz) – 4:53